# Mosquée de Gâzi Hassan Pacha (Kos)
Ne doit pas être confondue avec la mosquée Hassan-Pacha à Oran ou la mosquée Hassan-Pacha à La Canée.
La mosquée de Gâzi Hassan Pacha (grec moderne : Γαζή Χασάν Πασά Τζαμί) est une mosquée ottomane située dans la ville de Kos sur l'île du même nom, en Grèce. Elle est située à proximité de l'arbre d'Hippocrate et du château de Nerantziá,.

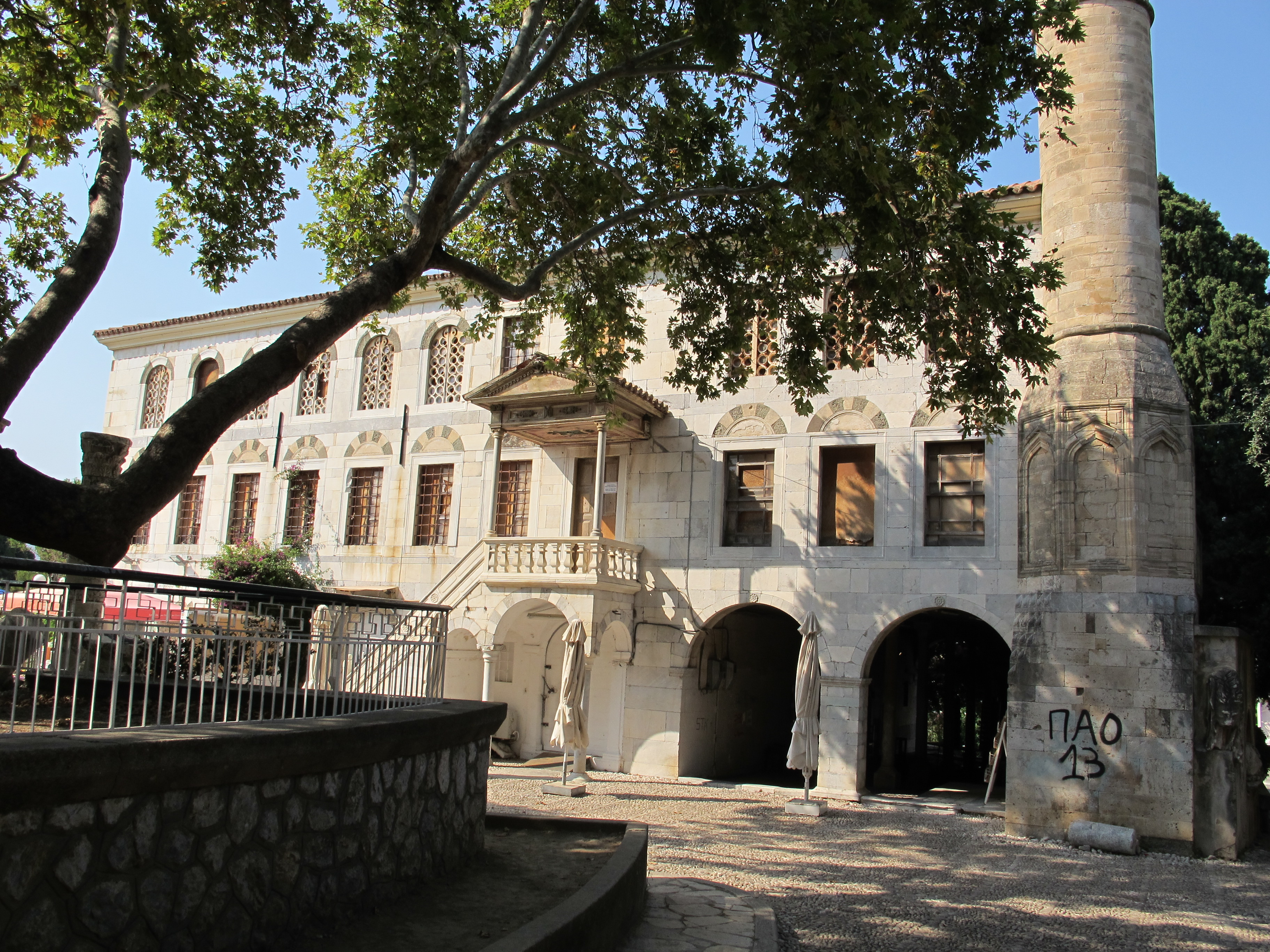
Vue de la mosquée de Hassan Pacha et de l'arbre d'Hippocrate.

La mosquée est construite aux alentours de 1778-1786. Elle tient son nom de son bâtisseur, Hassan Pacha, gouverneur de l'île à l'époque. Des parties de bâtiments anciens sont réutilisées dans la construction de la mosquée,.
La mosquée est un petit bâtiment de type palatial à deux étages, sans le dôme typique. Il comprend un minaret, qui est endommagé pendant l'occupation italienne lors du séisme de 1933, puis restauré par la suite.